# الیاس مگنوس فرایز
الیاس مگنوس فرایز (انگلیسی: Elias Magnus Fries; ۱۵ اوت ۱۷۹۴ – ۸ فوریهٔ ۱۸۷۸) قارچ‌شناس و گیاه‌شناس اهل سوئد بود.